# Ло Шифан
Ло Шифан (род. 4 февраля 2001) — китайская спортсменка, тяжелоатлетка, олимпийская чемпионка 2024 года, чемпионка мира 2023 года.

## Карьера
На чемпионате мира 2022 года в Боготе, в Колумбии в категории до 64 кг она стала четвёртой по сумме двух упражнений с результатом 230 кг, а также смогла завоевать малую бронзовую медаль в толчке (129 кг).
В Саудовской Аравии, где состоялся Чемпионат мира по тяжёлой атлетике 2023 года, китайская спортсменка в категории до 59 кг завоевала титул чемпионки мира с результатом 243 кг по сумме двух упражнений. Обе малые золотые медали также достались ей.
На летних Олимпийских играх 2024 года Ло выступала в весовой категории до 59 кг среди женщин и завоевала золотую медаль. Подняла вес 241 килограмм по сумме двух упражнений и установила три олимпийских рекорда в двух упражнения и по сумме двоеборья.

## Основные результаты
| Год  | Соревнование     | Место проведения | Весовая категория | Рывок  | Толчок | Сумма двоеборья | Место |
| 2022 | Чемпионат мира   | Богота           | до 59 кг          | 101 кг | 129 кг | 230 кг          | 4     |
| 2023 | Чемпионат мира   | Эр-Рияд          | до 59 кг          | 107 кг | 136 кг | 243 кг          | 1     |
| 2024 | Олимпийские игры | Париж            | до 59 кг          | 107 кг | 134 кг | 241 кг          | 1     |